# Ștefan Petrescu
Ștefan Petrescu, né le 1er juillet 1931 à Râmnicu Sărat et mort en 1993, est un tireur sportif roumain.

## Palmarès

### Jeux olympiques
- 1956 à Melbourne
  -  Médaille d'or au pistolet 25m feu rapide [1]